# Cimetière militaire de Sfax
Le cimetière militaire de Sfax est un cimetière militaire britannique situé près de Sfax en Tunisie, et actuellement entretenu par la Commonwealth War Graves Commission.
Il contient 1 253 sépultures de soldats décédés lors de la Seconde Guerre mondiale (dont 52 n'ont pas encore été identifiés) ainsi que la tombe d'un soldat grecs mort lors du même conflit.
Par ailleurs, le cimetière contient une unique sépulture liée à la Première Guerre mondiale. Jusqu'en 1953, celle-ci se trouvait au sein du cimetière musulman de Sidi Saleru.

## Sépultures notables
- Soldat Eric Anderson (en)
- Colonel Edward Kellett
- Sous-lieutenant Moana-Nui-a-Kiwa Ngarimu (en)
- Havildar-major Chhelu Ram (en)
- Lieutenant-colonel Derek Anthony Seagrim (en)